# Vogtlandschanzen
Die Vogtlandschanzen sind eine Anlage aus sechs Skisprungschanzen in Mühlleithen bei Klingenthal in Sachsen. Sie bestehen aus einer Normalschanze HS 85, einer mittleren Schanze HS 68 sowie vier Schanzen für die Nachwuchsförderung K 40, K 25, K 15 und K 10. Alle sind mit Matten belegt und werden ganzjährig genutzt. Die beiden größeren Schanzen sind die dienstältesten in Sachsen und gehören zu den schneesichersten in ganz Deutschland.

## Geschichte

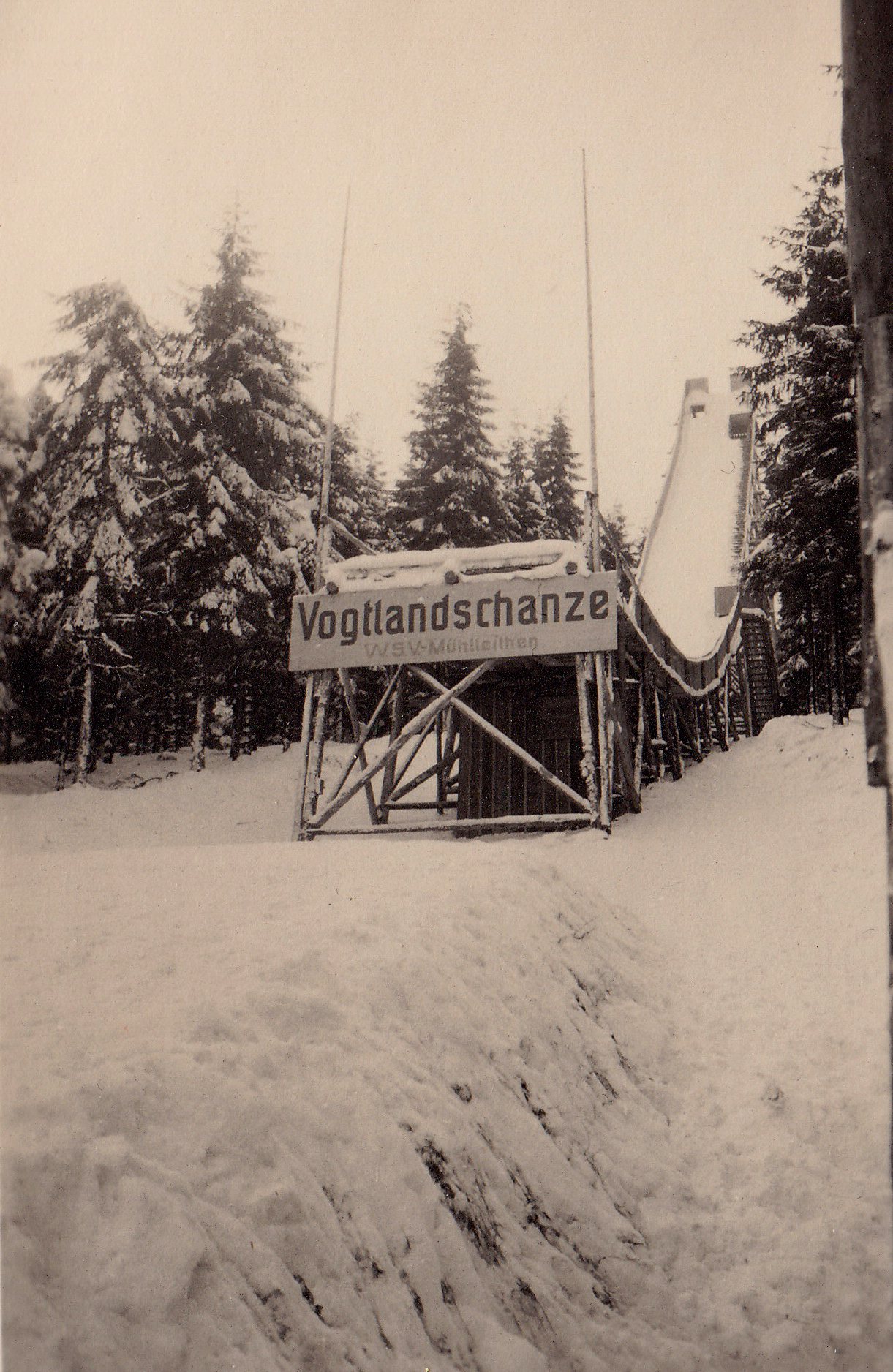
Vogtlandschanze im Winter der Eröffnung 1933 (Aufnahme von: Arno Langer)

Der Vereinsvorsitzende Hans Seubert konnte am 23. August 1932 den Baubeginn bekannt geben, nachdem der Pachtvertrag mit der Forstverwaltung genehmigt worden war. Die neue große Vogtlandschanze wurde von Karl Luther aus Garmisch-Partenkirchen entworfen. Die Erdarbeiten wurden mit 7 Mitgliedern vom WSV Mühlleithen am 12. September begonnen. Für das Projekt mussten rund 2000 Kubikmeter Erdreich und etwa 500 Kubikmeter Felsgestein abgetragen werden. Die Einweihung der neuen Schanze fand am 15. Januar 1933 statt, Hans Leonhardt war der erste, der von der neuen Schanze gesprungen ist.
In den folgenden Jahren wurden traditionell ein Neujahrsspringen durchgeführt, 1938 ging das erste Nachtspringen über die Bühne. Ein Jahr später wurde eine 3-Schanzen-Tournee zusammen mit Johanngeorgenstadt und Oberwiesenthal gestartet. In den 1950er Jahren kamen bis zu 28.000 Zuschauer an die Schanze. 1957 wurde die Vogtlandschanze mit Matten belegt. Drei Jahre später wurde die Schanze umgebaut und südlich daneben aus Holz eine kleinere K 50-Schanze gebaut.
In der Saison 1971/72 wurde die Normalschanze rekonstruiert und der alte Anlaufturm durch einen neuen aus Stahl ersetzt. Im Jahr 1981 bekam sie eine Keramik-Anlaufspur. Im Mai 1995 sollte die große Vogtlandschanze zur K 80 umgebaut werden, aber das erfolgte erst zwischen April und Dezember 1996. Die neue K 80-Schanze wurde dann am 4. Januar 1997 mit einem B-Weltcup der Nordischen Kombination eröffnet, bis 2007 wurde hier jährlich ein B-Weltcup ausgetragen. Die mittlere Schanze wurde 1975 und 1985 modernisiert und nach Umbau 1996 zur K 60.
Anfang Juli 2003 wurde der Anlaufturm der kleineren Schanze abgerissen und innerhalb von sechs Wochen ganz neu errichtet. Der neue Anlaufturm der Normalschanze entstand 2005/06 im Auftrag der Kreisverwaltung nach Entwurf der Londoner Architekten m2r architecture komplett neu. Die Ausführung erfolgte durch die Firma Stahlbau Schädlich aus Bayern. Sie erhielt von der FIS die Zulassung als Weltcupschanze. Das gesamte Bauwerk besteht aus 350 Tonnen Stahl.
Außerdem wurden auf den Schanzen die FIS-Ladies-Tournee bzw. der Continental Cup der Damen, der Alpencup der Nordischen Kombination und der Deutschlandpokal in der Nordischen Kombination ausgetragen. 2010 fanden zum zweiten Mal in Mühlleithen die Deutschen Jugendmeisterschaften in der Nordischen Kombination und im Skispringen statt. 2012 wurde der Aufsprunghang der mittleren und großen Schanze von Sommer bis Herbst erneuert. Im Mai 2013 wurden auf beiden Schanzen neue Matten verlegt. Wegen Schäden durch das Hochwasser Anfang Juni 2013 mussten die neu verlegten Matten wieder entfernt werden. Ab Juli 2013 musste auch der Kampfrichterturm gesperrt werden. Der Aufsprunghang beider Schanzen konnte aber bald wieder vollständig hergestellt werden. Die HS 68-Schanze wird zum Training und zu Wettkämpfen genutzt.
Für den Vogtländischen Skiclub Klingenthal e. V. (VSC) wurde der Anlaufturm der HS 85-Schanze samt Hangprofilierung Mitte der 2010er Jahre umfangreich saniert bzw. umgebaut: Errichtung eines Liftes sowie Neuverlegung eines patentierten Ganzjahres-Anlaufspursystems.
Um in Klingenthal weiterhin erfolgreich Nachwuchsförderung betreiben zu können, wurde im September 2020 bekannt, dass insgesamt 925.000 Euro in vier neue Schanzen an der Vogtlandschanze investiert werden sollen. Dies wurde nötig, nachdem am alten Standort der Nachwuchsschanzen an der Aschbergschanze die dortigen K 40 und K 25 durch Unbekannte im Jahr 2019 zerstört wurden. Die neuen Schanzen zum Jugendtraining sollten die Größen K 8, K 15, K 25 und K 40 haben. Umgesetzt wurde die Erweiterung bis Sommer 2022, wobei die kleinste Schanze letztlich als K 10 ausgeführt wurde.

## Internationale Wettbewerbe
Genannt werden alle von der FIS organisierten Sprungwettbewerbe.
| Datum           | Kategorie          | Schanze | 1. Platz                                       | 2. Platz                                       | 3. Platz                                       |
| --------------- | ------------------ | ------- | ---------------------------------------------- | ---------------------------------------------- | ---------------------------------------------- |
| 20. August 2003 | FIS Ladies Tournee | HS85    | Anette Sagen                                   | Kristin Schmidt                                | Magdalena Kubli                                |
| 10. August 2004 | FIS Ladies Tournee | HS85    | Lindsey Van                                    | Eva Ganster                                    | Anette Sagen                                   |
| 9. August 2005  | Continental Cup    | HS85    | Katie Willis                                   | Anette Sagen                                   | Jessica Jerome                                 |
| 6. August 2006  | Continental Cup    | HS85    | Anette Sagen                                   | Juliane Seyfarth                               | Jessica Jerome                                 |
| 9. August 2015  | Alpencup           | HS65    | Agnes Reisch                                   | Zdeňka Pešatová                                | Julia Huber                                    |
| 10. August 2015 | Alpencup           | HS65    | Agnes Reisch                                   | Zdeňka Pešatová                                | Sophia Görlich                                 |
| 7. August 2016  | Alpencup           | HS65    | Virág Vörös                                    | Selina Freitag                                 | Timna Moser                                    |
| 8. August 2016  | Alpencup           | HS65    | Virág Vörös                                    | Selina Freitag                                 | Jana Mrákotová                                 |
| 6. August 2017  | Alpencup           | HS85    | Julia Mühlbacher                               | Josephin Laue                                  | Lisa Eder                                      |
| 7. August 2017  | Alpencup           | HS85    | Alexandra Seifert                              | Jenny Nowak                                    | Lisa Hirner                                    |
| 5. August 2018  | Alpencup           | HS85    | Lisa Hirner                                    | Jenny Nowak                                    | Alexandra Seifert                              |
| 6. August 2018  | Alpencup           | HS85    | Josephin Laue                                  | Michelle Göbel                                 | Alina Ihle                                     |
| 4. August 2019  | Alpencup           | HS85    | Nika Prevc                                     | Daniela Dejori                                 | Sigrun Kleinrath                               |
| 5. August 2019  | Alpencup           | HS85    | Jenny Nowak                                    | Sigrun Kleinrath                               | Silva Verbič                                   |
| 9. August 2020  | Alpencup           | HS85    | Wettkampf wegen der COVID-19-Pandemie abgesagt | Wettkampf wegen der COVID-19-Pandemie abgesagt | Wettkampf wegen der COVID-19-Pandemie abgesagt |
| 10. August 2020 | Alpencup           | HS85    | Wettkampf wegen der COVID-19-Pandemie abgesagt | Wettkampf wegen der COVID-19-Pandemie abgesagt | Wettkampf wegen der COVID-19-Pandemie abgesagt |
| 9. August 2021  | Alpencup           | HS85    | Emely Torazza                                  | Elisabeth Strümpfel                            | Anna-Fay Scharfenberg                          |
| 10. August 2021 | Alpencup           | HS85    | Anna-Fay Scharfenberg                          | Martina Zanitzer                               | Asia Marcato                                   |
| 7. August 2022  | Alpencup           | HS85    | Lilou Zepchi                                   | Anne Häckel                                    | Sina Kiechle                                   |
| 8. August 2022  | Alpencup           | HS85    | Lilou Zepchi                                   | Sina Kiechle                                   | Emma Chervet                                   |